# Велеківське болото
«Велеківське болото» — гідрологічний заказник місцевого значення. Заказник розташований на території Броварського району Київської області, займає площу 773 га. Входить до меж Семиполківської, Богданівської сільських рад. Підпорядковується державній резиденції «Залісся» та входить до складу Національного природного парку «Залісся».
Об’єкт створений рішенням 16 сесії Київської обласної ради 21 скликання від 10.03.1994 р., № 30. 
Велеківське болото розміщується в одній із стариць Десни. Тут відбувається відновлення болотних екосистем – меліоративна робота
тут припинена з 1957 року. 
У рослинному покриві болотного масиву переважають високотравні ценози з домінуванням в травостої очерету. Смугами в притерасній частині зростають вільха, береза, кущі верби попелястої. Тут мешкають журавель сірий, лелека чорний, видра, норка європейська – види, занесені до Червоної книги України.
У 2010 р. увійшов до складу Національного природного парку «Залісся».